# Marcelo Fabián Méndez
Marcelo Fabián Méndez Russo (Montevideo, 10 gennaio 1981) è un allenatore di calcio ed ex calciatore uruguaiano, di ruolo difensore.